# エス.ラボ
エス.ラボ株式会社（英: S.lab Inc.）は、3Dプリンターの開発設計、製造並びに販売をする日本国の企業である。日本国内におけるペレット式3Dプリンター製造及び販売の最大手で、2023年の市場占有率は約6割であった。

## 概説
生分解性プラスチックの開発をしていた柚山精一は、2005年（平成17年）に実験室用プラスチック成形機やCNC工作機を製作するベンチャーを起業した。実はプラスチック成形機とCNC工作機を融合させたものが3Dプリンターであり、2013年（平成25年）からはその技術を生かしてプラスチックを材料に用いた材料押出方式の3Dプリンターの製造を始めた。2016年（平成28年）にペレットから直接出力できる3Dプリンターの国際特許を取得、2021年（令和3年）には世界最大級の超大型3Dプリンター「MothMach 茶室 GEM」シリーズを製品化した。また、2019年（令和元年）に株式会社リコー並びに豊田合成株式会社から出資を受けた。株式会社リコーとはリコージャパン株式会社がエス.ラボ株式会社の新型3Dプリンターの販売代理店となる業務提携を結び、豊田合成株式会社とは自動車部品製造用に新たな3Dプリンターを共同で開発している。

## 沿革
- 2005年（平成17年） S.ラボ有限会社を京都府長岡京市にて設立
- 2008年（平成20年） 楽天市場にて、ものづくりECサイト「秘密基地」を開設
- 2012年（平成24年） CNCフライス盤「MothMach CNCBS」シリーズを発売
- 2013年（平成25年） 3Dプリンター「MothMach S3DP」シリーズを発売
- 2014年（平成26年） 株式会社デアゴスティーニ・ジャパンが出版する分冊百科『週刊 マイ3Dプリンター』を監修[10]
- 2016年（平成28年） TECH Biz EXPO 2016[注 4]にペレット式3Dプリンターを出品
- 2016年（平成28年） ペレット式3Dプリンターの国際特許を取得
- 2017年（平成29年） 社名をエス.ラボ株式会社に変更
- 2017年（平成29年） 京都中小企業技術大賞[注 5]優秀技術賞を受賞[13]
- 2018年（平成30年） 現所在地（京都市伏見区）へ移転
- 2019年（平成31年） 取締役会及び監査役設置
- 2019年（令和元年） 株式会社リコー並びに豊田合成株式会社を対象とする第三者割当増資により資本金を5,725万円に増資[11]
- 2019年（令和元年） ペレット式3Dプリンター「MothMach GEM」シリーズを発売[11]

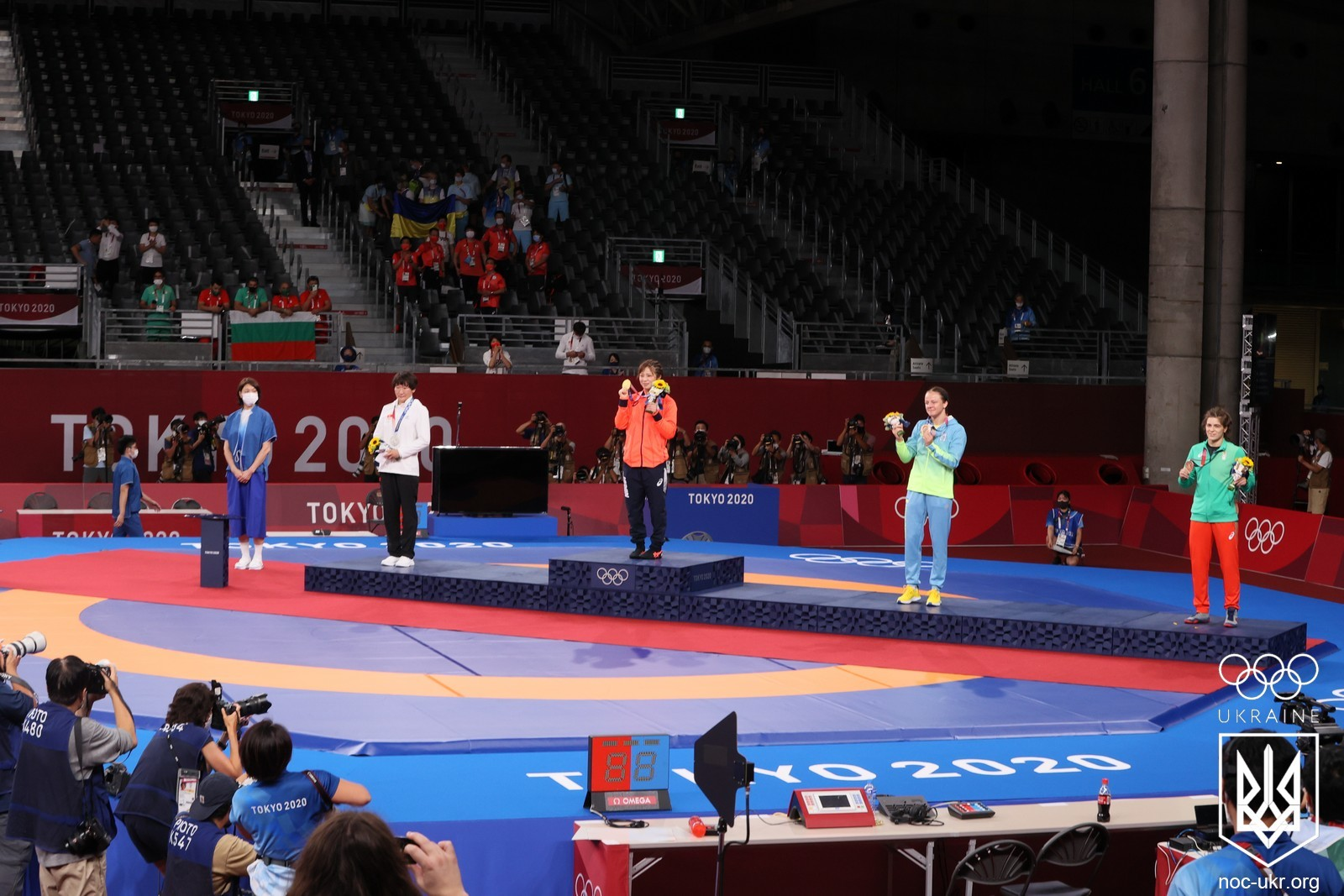
第32回オリンピック競技大会の表彰台。

- 2020年（令和2年） 第32回オリンピック競技大会並びに東京2020パラリンピック競技大会の表彰台を製造[注 7][18]
- 2020年（令和2年） 日本国内の聾学校生徒・教師向けフェイス・シールド1万個寄贈事業に参加
- 2020年（令和2年） 卓上CNCフライス盤「-Semilla-」を発売
- 2021年（令和3年） 超大型3Dプリンター「MothMach 茶室 GEM」シリーズを発売[8]
- 2023年（令和5年） 「MothMach リサイクルラボシステム[注 8]」を発売[19]

## 脚註

### 註釈
1. ↑  3Dプリンターの造形方式は、標準化団体のASTM/F42とISO/TC261で7種に分類されてい、材料押出のほかに、液槽光重合、結合剤噴射、材料噴射、粉末床融合、シート積層及び指向性エネルギー堆積がある[5][6]。
2. ↑  この3Dプリンターは、射出成形機のようにスクリューを内蔵している3Dプリンターの、日本国産で初めて製品化された例となった[7]。
3. ↑  一般に用いられるプラスチック原料は、扱い易いように約3〜5mmの粒状（ペレット）になっていることから、日本国では専らペレットと呼ばれる[9]。
4. ↑  TECH Biz EXPO 2016は、名古屋国際見本市委員会が主催した第6回次世代ものづくり基盤技術産業展の別称である[12]。
5. ↑  京都中小企業技術大賞は、公益財団法人京都産業21の顕彰事業である[13]。
6. ↑  表彰台の完成は2020年（令和2年）6月だったが、開催延期の影響で完成披露は2021年（令和3年）6月となった[14][15]。その間に、プロクター・アンド・ギャンブル・ジャパン株式会社は商号を変更したため、完成披露は新商号のP&Gジャパン合同会社として行われた[15][16]。
7. 1 2  公益財団法人東京オリンピック・パラリンピック競技大会組織委員会は、第32回オリンピック競技大会並びに東京2020パラリンピック競技大会の開催にあたり、「使い捨てプラスチックを再生利用した表彰台プロジェクト〜みんなの表彰台プロジェクト〜」を実施した。これは、廃プラスチックから両大会の開催に必要な表彰台98基を作ろうというもので、プロクター・アンド・ギャンブル・ジャパン株式会社[注 6]が学校や店舗で児童らから使用済みプラスチック容器を回収、慶應義塾大学SFC研究所ソーシャル・ファブリケーション・ラボが使用済みプラスチック容器を用いた表彰台の製造技術を検討、エス.ラボ株式会社がプロジェクトのために専用3Dプリンターを開発し且つ製造を担った[17]。
8. ↑  「MothMach リサイクルラボシステム」とは、プラスチック廃材を3Dプリンターでアップサイクリングするための機器をコンパクトなセットにまとめたものである[19]。
9. ↑  材料には、第32回オリンピック競技大会並びに東京2020パラリンピック競技大会の表彰台製作[注 7]で余剰となった廃プラスチックが活用された[20]。